# 阿伐美林
阿伐美林（INN：alvameline；开发代号：Lu 25-109）是一种M1受体激动剂和M2/M3受体拮抗剂，被研究用于治疗阿尔茨海默病，但在临床试验中效果不佳，随后被停产。